# Turtles All the Way Down (film)
Turtles All the Way Down är en amerikansk romantisk dramafilm från 2024. Filmen är regisserad av Hannah Marks efter ett manus skrivet av Elizabeth Berger, Isaac Aptaker och John Green. Filmen är baserad på John Greens roman Sköldpaddor hela vägen ner.
Filmen hade premiär i Sverige på streamingtjänsten HBO Max den 2 maj 2024.

## Handling
Filmen kretsar kring en tonåring med tvångssyndrom som försöker lösa mysteriet med en försvunnen miljardär.

## Rollista (i urval)
- Isabela Merced – Aza Holmes
- Cree Cicchino – Daisy Ramirez
- Felix Mallard – Davis Pickett
- Judy Reyes – Gina Holmes
- Maliq Johnson – Mychal Turner
- J. Smith-Cameron – professor Abbott
- Poorna Jagannathan – Dr. Singh
- Hannah Marks – Holly